# Stefano Pescosolido
Stefano Pescosolido ([ˈsteːfano peskoˈzɔːlido]; * 13. Juni 1971 in Sora, Latium) ist ein ehemaliger italienischer Tennisspieler.

## Leben
Pescosolido errang zwei Einzeltitel auf der ATP World Tour. 1992 siegte er in Scottsdale, in diesem Jahr erreichte er mit Position 42 auch seine höchste Notierung in der Tennisweltrangliste. Bei den Wimbledon Championships 1992 traf er in der ersten Runde auf den dortigen Titelverteidiger Michael Stich, gegen den er jedoch klar 3:6, 3:6, 2:6 verlor. 1993 gewann er das Turnier in Tel Aviv. Weitere Endspielteilnahmen im Einzel konnte er nicht verbuchen. Zusammen mit Laurence Tieleman gewann er 1998 den Doppeltitel beim Turnier in Taschkent.
Pescosolido spielte zwischen 1992 und 1999 für die italienische Davis-Cup-Mannschaft. Er kam dabei auf fünf Siege bei fünf Niederlagen. Er kam fünfmal im Einzel und fünfmal im Doppel zum Einsatz. Bei den Olympischen Sommerspielen 1996 in Atlanta trat er für Italien an, schied aber bereits in der ersten Runde gegen Fernando Meligeni aus.

## Erfolge

### Einzel
| Nr. | Datum            | Turnier    | Belag     | Finalgegner   | Ergebnis      |
| --- | ---------------- | ---------- | --------- | ------------- | ------------- |
| 1.  | 24. Februar 1992 | Scottsdale | Hartplatz | Brad Gilbert  | 6:0, 1:6, 6:4 |
| 2.  | 11. Oktober 1993 | Tel Aviv   | Hartplatz | Amos Mansdorf | 7:6, 7:5      |

### Doppel
| Nr. | Datum              | Turnier   | Belag     | Partner           | Finalgegner                    | Ergebnis      |
| --- | ------------------ | --------- | --------- | ----------------- | ------------------------------ | ------------- |
| 1.  | 14. September 1998 | Taschkent | Hartplatz | Laurence Tieleman | Kenneth Carlsen Sjeng Schalken | 7:5, 4:6, 7:5 |